# Ambroise Ulma

a Compétitions nationales et continentales officielles uniquement.

b Matchs officiels uniquement.
Ambroise Ulma, né le 29 novembre 1921 à Alénya (Pyrénées-Orientales), décédé le 30 septembre 2005, était un joueur de rugby à XIII international français, évoluant au poste de pilier ou de seconde ligne. Il commence à jouer au rugby à XV pour l'USA Perpignan et devient champion de France en 1944. La même année, il rejoint le rugby à XIII et signe pour le XIII catalan. Il compte 15 sélections en équipe de France de rugby à XIII, de 1946 à 1950. 

## Palmarès
- Collectif :
  - Vainqueur de la Coupe d'Europe des nations : 1949 (France).
  - Vainqueur du Championnat de France : 1940 (XIII Catalan).
  - Vainqueur de la Coupe de France : 1945 et 1950 (XIII Catalan).
  - Finaliste du Championnat de France : 1951 (XIII Catalan).
  - Finaliste de la Coupe de France : 1946 et 1952 (XIII Catalan).

### Statistiques
| Saison    | Saison       | Championnat           | Championnat | Coupe           | Coupe      | Sélection | Sélection | Sélection | Sélection | Sélection | Sélection |
| Saison    | Saison       | Comp.                 | Class.      | Comp.           | Class.     | Comp.     | M         | Pts       | Ess.      | Buts      | Dp.       |
| --------- | ------------ | --------------------- | ----------- | --------------- | ---------- | --------- | --------- | --------- | --------- | --------- | --------- |
| 1944-1945 | XIII Catalan | Championnat de France | 1/2 finale  | Coupe de France | Vainqueur  |           |           |           |           |           |           |
| 1945-1946 | XIII Catalan | Championnat de France | ?           | Coupe de France | Finaliste  | CE        | 1         | -         | -         | -         | -         |
| 1946-1947 | XIII Catalan | Championnat de France | 6e          | Coupe de France | 1/8 finale | CE        | 4         | -         | -         | -         | -         |
| 1947-1948 | XIII Catalan | Championnat de France | 5e          | Coupe de France | 1/8 finale | CE        | 4         | -         | -         | -         | -         |
| 1948-1949 | XIII Catalan | Championnat de France | 5e          | Coupe de France | 1/8 finale | CE        | 4         | -         | -         | -         | -         |
| 1949-1950 | XIII Catalan | Championnat de France | 1/2 finale  | Coupe de France | Vainqueur  | CE        | 2         | -         | -         | -         | -         |
| 1950-1951 | XIII Catalan | Championnat de France | Finaliste   | Coupe de France | 1/2 finale |           |           |           |           |           |           |
| 1951-1952 | XIII Catalan | Championnat de France | 8e          | Coupe de France | Finaliste  |           |           |           |           |           |           |
| 1952-1953 | XIII Catalan | Championnat de France | 10e         | Coupe de France | 1/8 finale |           |           |           |           |           |           |